# Trend (film)
A Trend (eredeti címe: Groove) 2000-ben bemutatott amerikai zenés filmdráma, amelyet Greg Harrison írt és rendezett. A főbb szerepekben Chris Ferreira, Mackenzie Firgens és Lola Glaudini. 2000. január 21-én mutatták be először a Sundance Filmfesztiválon. Magyarországon 2001. május 24-től volt elérhető videokazettán.

## Történet
A film szegmensekre bontott egész éjszakás bulizásról szól a valós életből ismert DJ-kkel, mint Forest Green, WishFM, Polywog és Digweed. Az introvertált, feltörekvő írót, David Turnert a bátyja, Colin elrángatja egy raktárban tartott rendezvényre. David először vesz be ecstasyt, és romantikus kapcsolatba kerül, Leylával, aki nemrég költözött el New Yorkból.

## Szereplők
| Szerep            | Színész               | Magyar hangja |
| ----------------- | --------------------- | ------------- |
| Bill              | Chris Ferreira        |               |
| Harmony Stitts    | Mackenzie Firgens     |               |
| Leyla Heydel      | Lola Glaudini         |               |
| Colin Turner      | Denny Kirkwood        |               |
| David Turner      | Hamish Linklater      | Csőre Gábor   |
| Ernie Townsend    | Steve Van Wormer      |               |
| Beth Anderson     | Rachel True           |               |
| Anthony           | Vincent Riverside     |               |
| Guy Pritchkin     | Dmitri Ponce          |               |
| Cliff Rafferty    | Ari Gold              |               |
| Joe Torres        | Aaron Langridge       |               |
| Lisa Monroe       | Wendy Turner-Low      |               |
| Aaron Lubiarz     | Bradley K. Ross       |               |
| DJ Polywog        | Polywog               |               |
| DJ Forest Green   | Forest Green          |               |
| DJ WishFM         | Wade Randolph Hampton |               |
| DJ #5 (Cinco)     | Monty Luke            |               |
| Chill-out room DJ | Brian Behlendorf      |               |
| DJ Digweed        | John Digweed          |               |
| DJ Snaz           | Bing Ching            |               |
| Maggie McMullen   | Elizabeth Sun         |               |
| Channahon tizedes | Nick Offerman         |               |

Szerephez nem rendelt szinkronhangok: Bódy Gergely, Bolla Róbert, Crespo Rodrigo, Csondor Kata, Dózsa Zoltán, Gyurity István, Kárpáti Levente, Markovics Tamás, Németh Borbála, Pap Katalin, Pipó László, Roatis Andrea, Simonyi Piroska, Szokol Péter, Tóth Roland, Vadász Bea, Welker Gábor

## Fogadtatás

### Kritikai visszhang
A film vegyes visszajelzéseket kapott a filmkritikusoktól. A Rotten Tomatoeson 57%-os minősítést ért el 51 értékelés alapján, az összefoglaló szerint: „Bár a Trend energiadús és nagyszerű techno dallamokkal operál, a karakterek és a cselekményszálak túlságosan sablonosak ahhoz, hogy lebilincselőek legyenek.” Desson Thomson a Washington Posttól azt írta: „Ha valamit elér ez a film, az az, hogy rádöbbent, mennyire unalmasak a bulik.” Elvis Mitchell a New York Timestól azt írta: „Zegzugos, de többnyire tudálékos és vicces.” Owen Gleiberman az Entertainment Weeklytől azt írta: „Ami megragadja az embert a Trendben az a barátságos, szinte ártatlan módja, ahogyan a digitális korszak bohémjei felszabadulást keresnek egy olyan világban, ahol már nincs miért lázadni.”
A MetaCriticen 54 pontot ért el a 100-ból 25 vélemény alapján. Mark Caro a Chicago Tribune-től azt írta: „Ha igényli a finom írást, az éles cselekményt és a következetesen jó színészi játékot, akkor hosszú 86 percet fog élvezni.” Roger Ebert azt írta: „Tetszett a zene. Inkább a filmzenét választom, minthogy a Trendet újra lássam - vagy valaha.” Kim Morgan a Portland Oregoniantól azt írta: „Úgy tűnik, hogy a Trend kevésbé arról szól, hogy mi a krónikája, mint inkább arról, hogy mit próbál megfejteni.”

### Bevételi adatok
A Box Office Mojo szerint a film 1,1 millió dollár bevételt keresett, a költségvetésről nincs információ.